# Петерсгаген-Еггерсдорф
Петерсгаген-Еггерсдорф (нім. Petershagen/Eggersdorf) — громада в Німеччині, розташована в землі Бранденбург. Входить до складу району Меркіш-Одерланд.
Площа — 17,47 км2. Населення становить 15 460 ос. (станом на 31 грудня 2020).

## Демографія
- Динаміка населення з 1875 року в сучасних кордонах (Синя лінія: населення; Пунктир: відносна порівняльна динаміка населення землі Бранденбург; Сірий фон: період Третього рейху; Помаранчевий фон: період НДР)
- Динаміка населення (синя лінія) і прогнози

| Рік  | Населення |
| ---- | --------- |
| 1875 | 811       |
| 1890 | 809       |
| 1910 | 2 231     |
| 1925 | 4 252     |
| 1939 | 9 068     |
| 1950 | 9 131     |
| 1964 | 9 706     |

| Рік  | Населення |
| ---- | --------- |
| 1971 | 9 871     |
| 1981 | 9 319     |
| 1985 | 9 120     |
| 1990 | 8 442     |
| 1995 | 8 974     |
| 2000 | 11 614    |
| 2005 | 13 171    |

| Рік  | Населення |
| ---- | --------- |
| 2010 | 13 875    |
| 2015 | 14 520    |
| 2016 | 14 719    |
| 2017 | 15 049    |
| 2018 | 15 184    |
| 2019 | 15 327    |
| 2020 | 15 460    |

Джерела даних вказані на Wikimedia Commons.

## Галерея

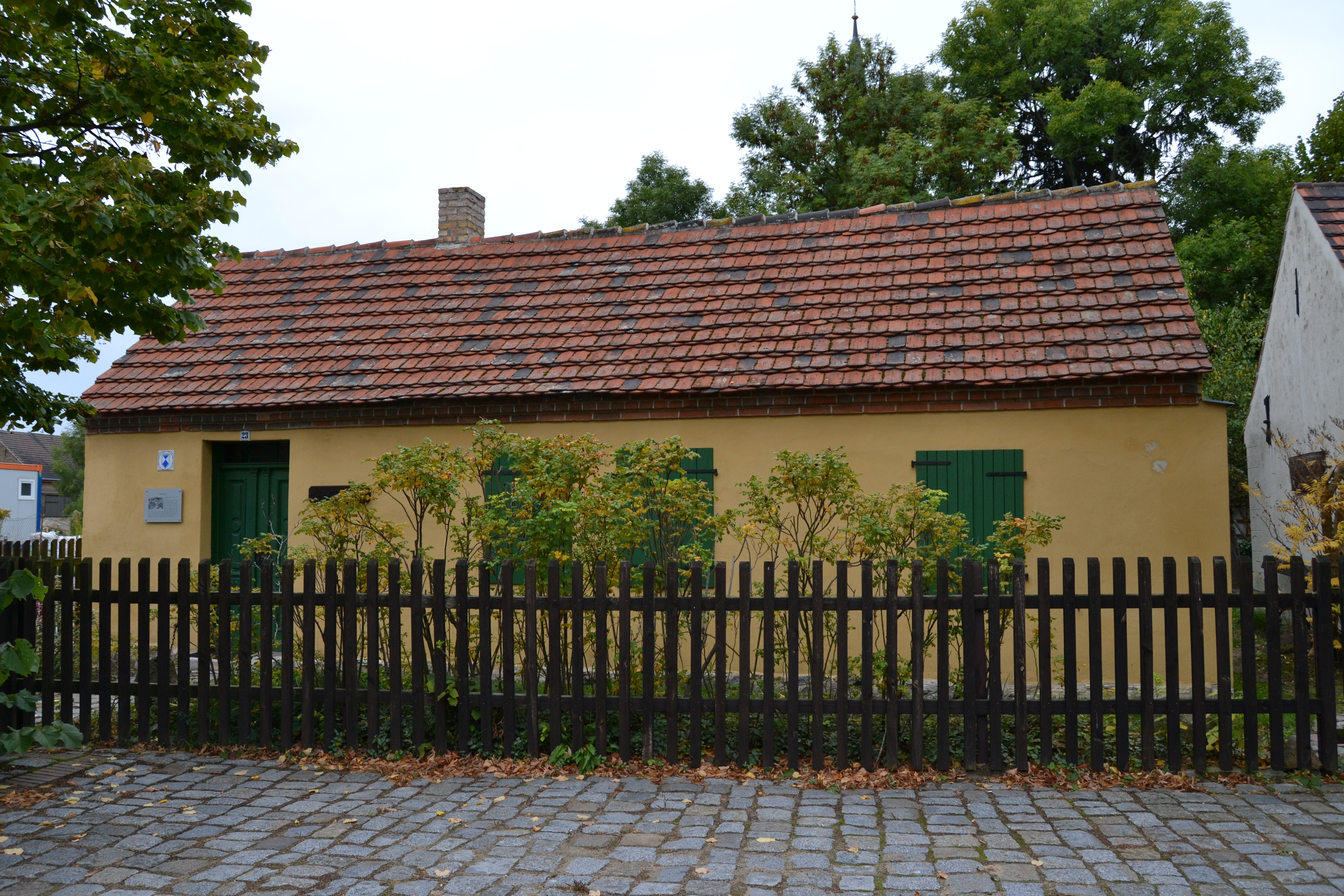
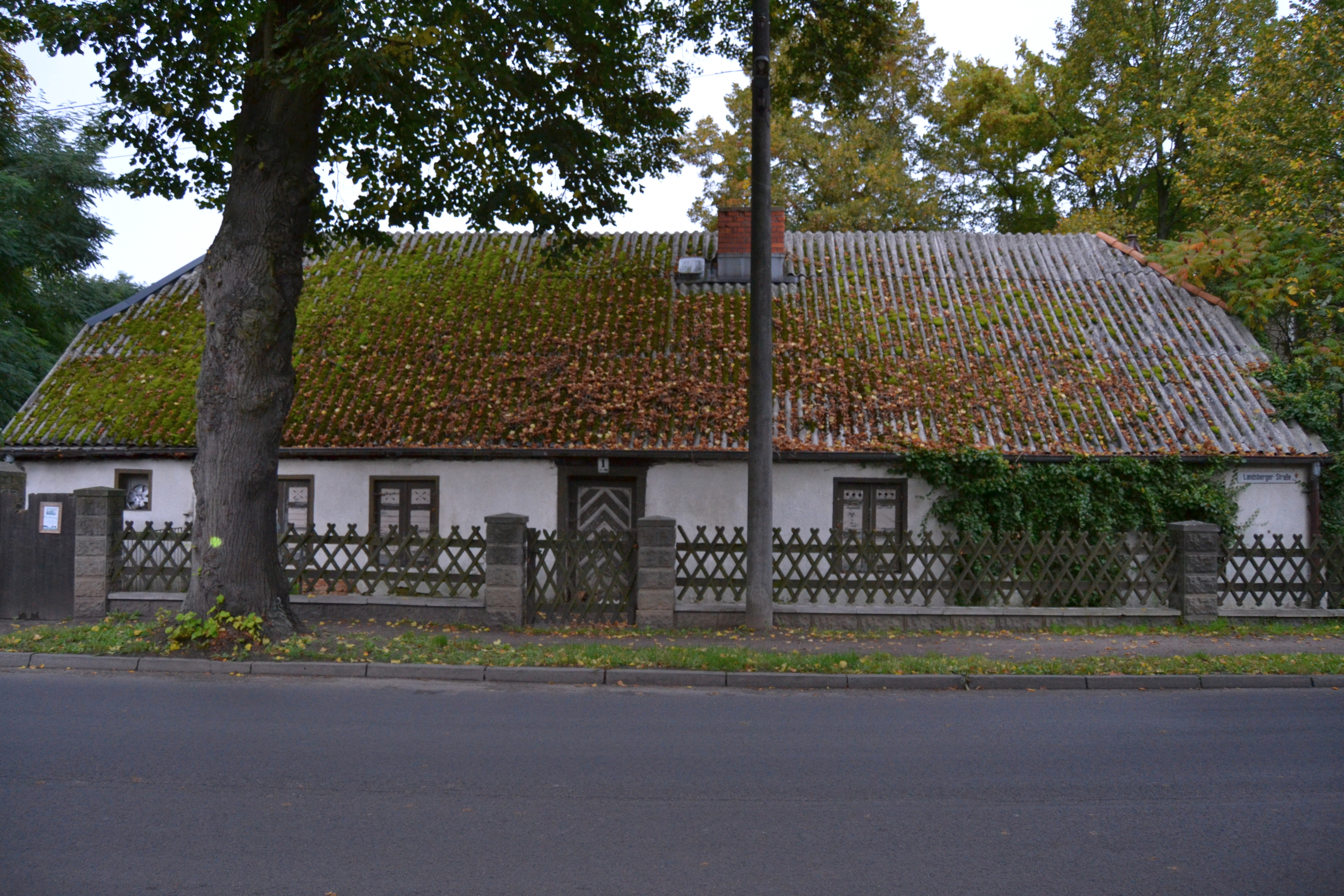
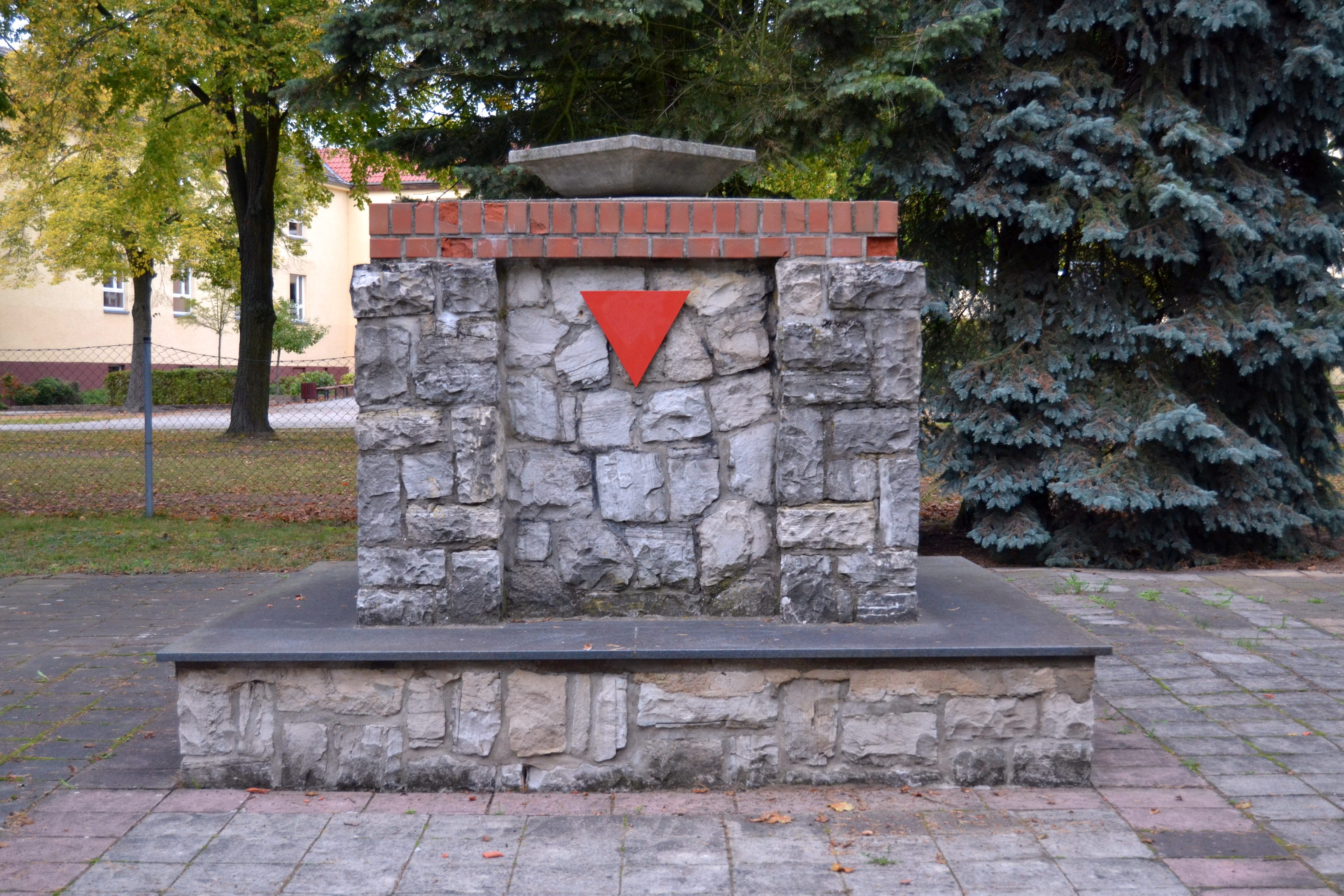
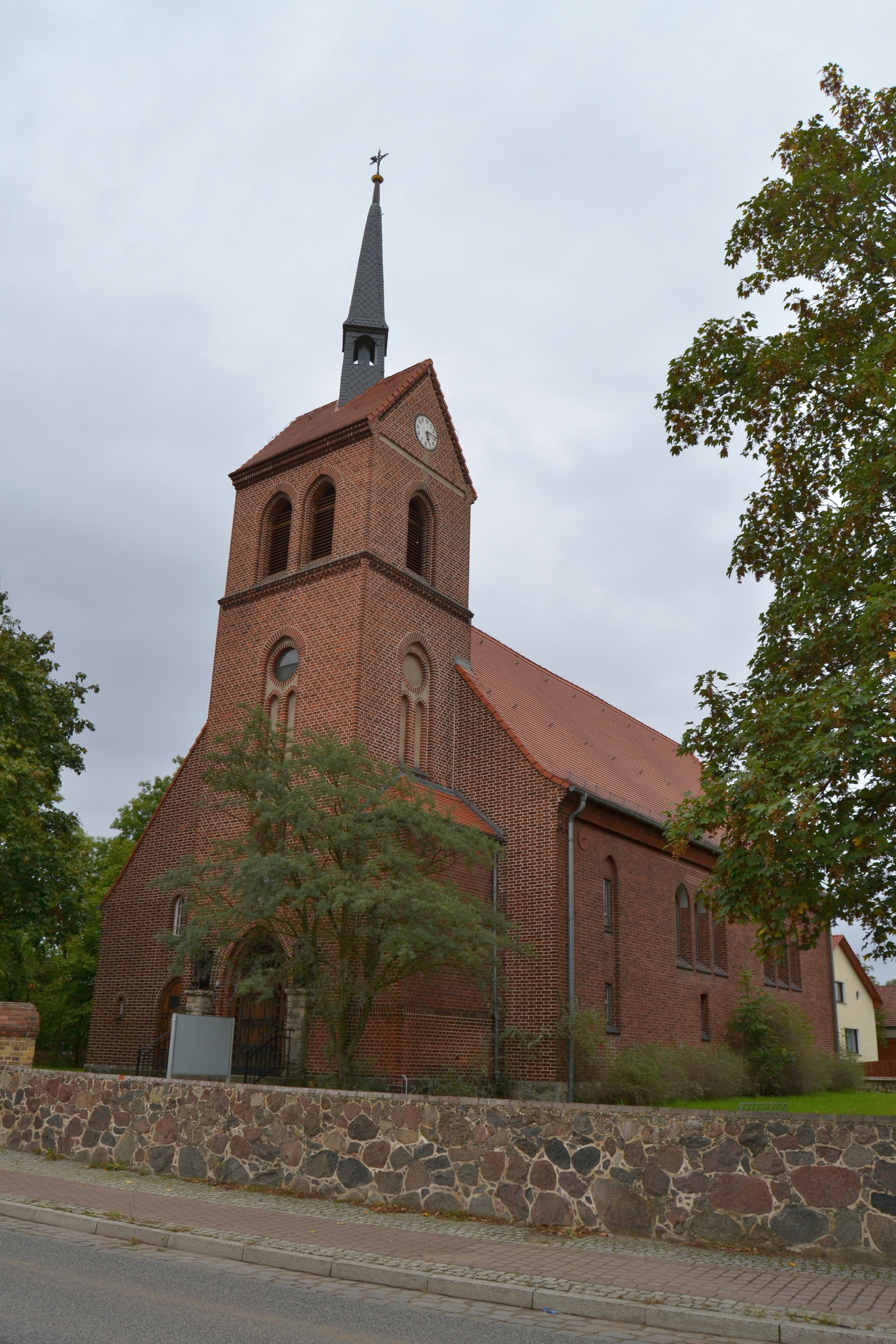
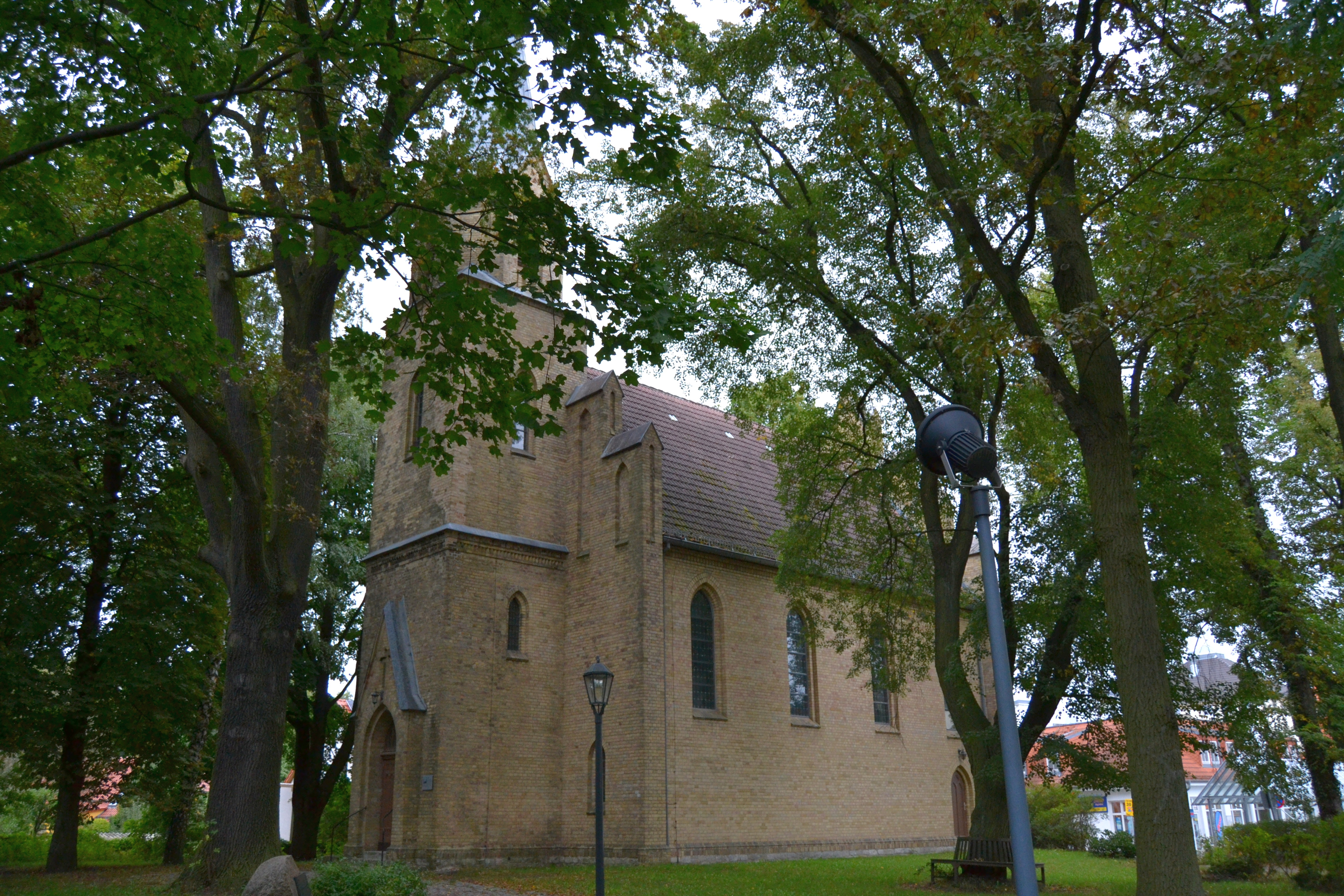
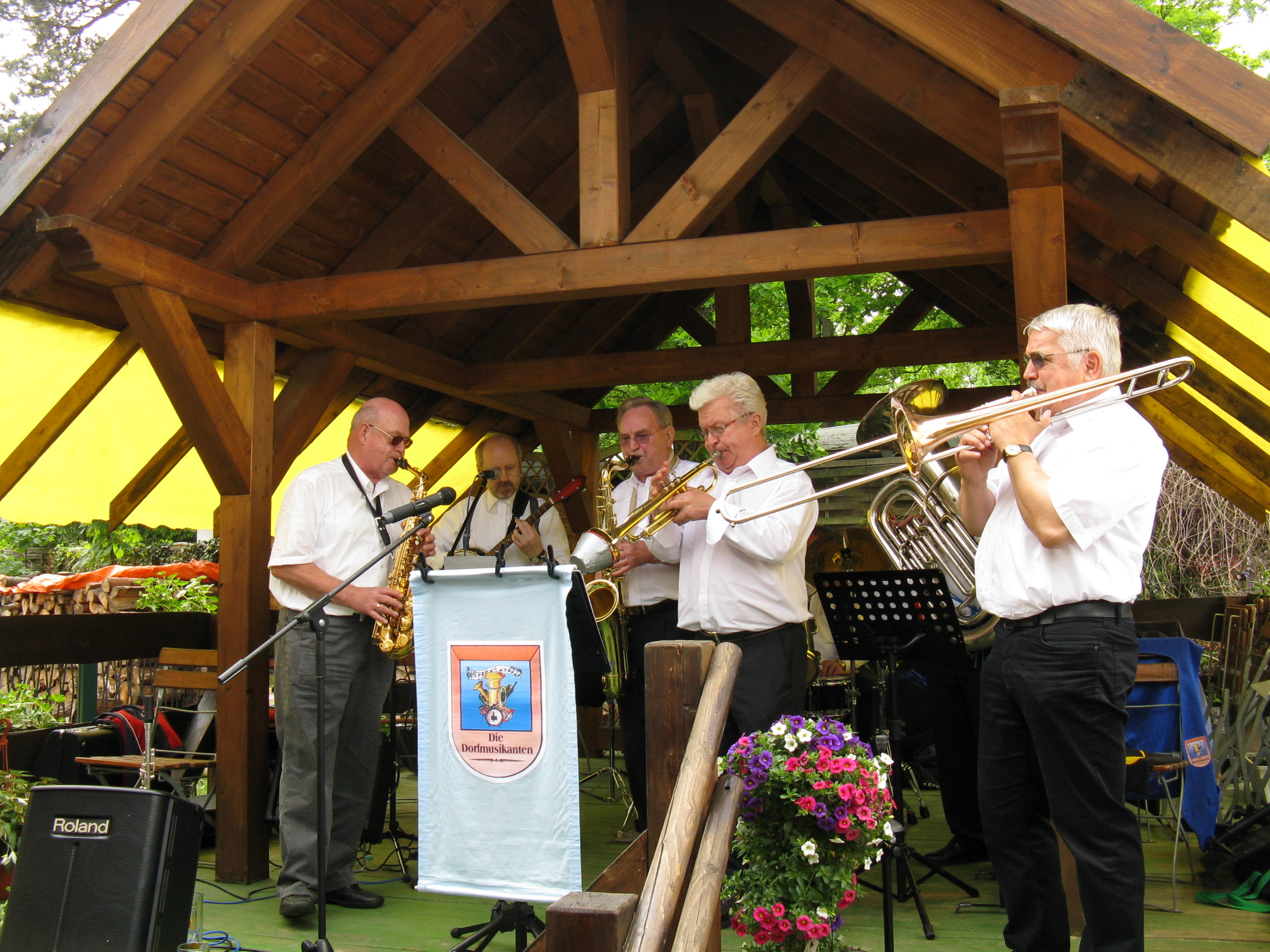